# Istituto Italiano dei Castelli
L’Istituto Italiano dei Castelli è un’organizzazione culturale senza scopo di lucro, nata nel 1964 su iniziativa di Piero Gazzola ed eretta in Ente Morale, riconosciuto dal Ministero dei Beni Culturali, nel 1991. Dal 2001 si è eretto in ONLUS ed è associato a un organismo europeo patrocinato dell'UNESCO, l'Internationales Burgen-Institut, ora Europa Nostra-Internationales Burgen-Institut. L’Istituto è personalità giuridica dal 1991 – D.P.R. 31.01.1991 – registrato alla Corte dei conti il 16 aprile 1991, registro n.11 Beni culturali, foglio n.113.  
L’organizzazione dell'Istituto, sul territorio nazionale, si articola in Sezioni regionali che, autonome nell’attività nel loro ambito, rispondono nelle linee generali ad un Consiglio Direttivo; l’attività di studio e di ricerca è coordinata, invece, da un apposito Consiglio Scientifico composto in larga parte da docenti universitari di chiara fama e da esperti del settore.

## Storia
Con la fine della seconda guerra mondiale le Nazioni che violentemente si erano scontrate iniziarono a dialogare e a collaborare sul piano economico, politico e sociale, mentre l’ambito culturale fu lasciato all’iniziativa dei privati. L’Internationales Burgen Institut, poi chiamato Europa Nostra, fu la prima iniziativa rivolta al patrimonio storico-architettonico dei castelli alla quale aderì l’architetto Piero Gazzola, soprintendente ai monumenti del Veneto e, poi, alto funzionario presso il Ministero a Roma. Questi nel 1964, sostenuto da Elisabetta Seissinger Savelli, assieme ad altri studiosi e proprietari di castelli italiani, fondò l’Istituto Italiano dei Castelli, il quale si costituì da subito come ente culturale, scientifico e sociale per sostenere azioni virtuose riguardanti le numerose architetture fortificate presenti sul territorio italiano.
Nel 2014 l’Istituto ha celebrato i 50 anni di fondazione con un importante convegno internazionale tenutosi a Bologna e patrocinato da Università ed Istituzioni.

## Attività
Gli scopi dell'Istituto sono la conoscenza, la salvaguardia e la valorizzazione dell'architettura fortificata. Esso si occupa infatti di tutte quelle architetture - torri, castelli, caseforti, città fortificate, rocche, forti, conventi fortificati, mura e così via - nate per esigenze difensive.
Molte di queste architetture sono, ancora oggi, esposte a un grande pericolo perché hanno perso la loro originaria funzione. 
L’Istituto Italiano dei Castelli incoraggia, quindi, lo studio storico, archeologico e architettonico-artistico dei castelli e dei monumenti fortificati, per mezzo di: catalogazioni informatizzate e censimenti delle architetture fortificate da redigersi per provincia e per categoria; analisi e ricerca delle fonti storiche; sostegno delle ricerche archeologiche e incremento della ricerca storico-architettonica per meglio definire e aggiornare i valori estetici che caratterizzano i singoli monumenti e i complessi fortificati.
Inoltre, l'Istituto sostiene la salvaguardia delle architetture munite tramite: 
- tutela in senso stretto, attraverso lo studio e la formulazione di appositi strumenti giuridici;
- proposte di mezzi legali e fiscali utili alla conservazione attiva e passiva, diretta e indiretta del patrimonio di architettura militare, anche allo stato di rudere.

Favorisce l’attualizzazione delle strutture fortificate attraverso:
- l'identificazione dei luoghi o delle entità castellane, allo scopo di inserirli, nell'attività pianificatoria riguardante il territorio;
- l'opera di restauro del manufatto, secondo la teoria scientifica più aggiornata;
- il reperimento dei mezzi necessari all'attuazione dei programmi di conservazione.

Cerca di sensibilizzare, inoltre, attraverso operazioni sia scientifiche sia turistico-culturali l'opinione pubblica, per mezzo di:
- azioni sociali e di promozione tendenti a incrementare quantitativamente e qualitativamente la partecipazione di enti pubblici e privati alle attività dell'Istituto.

All'interno di queste iniziative rientrano le Giornate Nazionali dei Castelli. Da oltre un ventennio, maggio è diventato sinonimo di turismo consapevole in tutta la penisola. Famiglie, visitatori stranieri, scuole e università possono dedicarsi a una intensa 'due giorni’ di scoperte di castelli, rocche, torri ed altre architetture fortificate, senza dimenticare la possibilità di visitare interi borghi e cinte murarie. Ogni anno i siti prescelti dall’Istituto Italiano dei Castelli, in accordo con autorità locali e altri organi decisori, sono diversi dai precedenti, consentendo ai visitatori di arricchire continuamente le loro conoscenze e di trascorrere un fine settimana primaverile anche in luoghi meno conosciuti d’Italia (o nella propria città) per visitare architetture fortificate spesso non aperte al pubblico.
Con oltre 20.000 siti censiti, fotografati e studiati e con un’organizzazione capillare a livello nazionale, l'Istituto organizza tutto l’anno attività culturali e scientifiche (congressi, conferenze, corsi di castellologia, visite e viaggi di studio ai più importanti complessi fortificati italiani nonché viaggi internazionali).
L'attività editoriale curata, con la supervisione del Consiglio Scientifico dell'Istituto, consiste nella pubblicazione di due riviste Castellum e Cronache Castellane e alla cura della collana Castella in cui sono raggruppate oltre 100 pubblicazioni fra monografie e raccolte di saggi inerenti complessi o singole strutture fortificate, studiate da docenti universitari, ricercatori e professionisti.
Per promuovere nelle nuove generazioni l'interesse verso il patrimonio d'architettura castellana italiana l'Istituto, annualmente, bandisce anche un Premio di Laurea, con cospicua dotazione in denaro, rivolto ai laureati delle facoltà italiane di Architettura, Ingegneria, Lettere e Conservazione dei Beni Culturali che sono autori di tesi (magistrali o quinquennali) in materia di ricerca scientifica, storica, rilievo manuale e strumentale dei monumenti, restauro architettonico, riuso e riqualificazione (torri, castelli, forti, borghi murati).

## Presidenti
- Piero Gazzola (1964 - 1973)
- Carlo Perogalli (settembre 1973 - giugno 1979)
- Gaetano Bruni (luglio 1979 - maggio 1988)
- Vittorio Faglia (giugno 1988 - maggio 1991)
- Rosalbino Fasanella d’Amore di Ruffano (maggio 1991 - giugno 2000)
- Flavio Conti (settembre 2000 - giugno 2009)
- Giovanni Ventimiglia di Monteforte (giugno 2009 - giugno 2013)
- Fabio Pignatelli della Leonessa (settembre 2013 - ottobre 2022)
- Michaela Stagno d’Alcontres (ottobre 2022- in carica)

## Presidenti del Consiglio Scientifico
- Piero Gazzola (1973 - 1979)
- Vittorio Faglia (1980)
- Francesco Berti Arnoaldi Veli (1981 - 1988)
- Lucio Santoro (1988 - 1989)
- Salvatore Boscarino (1990 - 1991)
- Angelo Calvani (1992 - 1995)
- Domenico Taddei (1995 - 2006)
- Gian Battista De Tommasi (2006 - 2012)
- Rosa Carafa f.f. (2013)
- Vittorio Foramitti (2014 - 2020)
- Enrico Lusso (2020 - in carica)